# روثا زرقاء
الروثا الزرقاء (باللاتينية: Salsola azaurena) نوع نباتي يتبع جنس الروثا من الفصيلة القطيفية. هو من النباتات ذات الأهمية الرعوية.

## الموئل والانتشار
موطنها المشرق العربي.